# Olympische Sommerspiele 2004/Teilnehmer (Jordanien)
| Gelbes Symbol für Goldmedaillen mit stilisierten Olympischen Ringen | Graues Symbol für Silbermedaillen mit stilisierten Olympischen Ringen | Braundes Symbol für Bronzemedaillen mit stilisierten Olympischen Ringen |
| ------------------------------------------------------------------- | --------------------------------------------------------------------- | ----------------------------------------------------------------------- |
| —                                                                   | —                                                                     | —                                                                       |

Jordanien nahm an den Olympischen Sommerspielen 2004 in Athen, Griechenland, mit einer Delegation von acht Sportlern (vier Männer und vier Frauen) teil.

## Teilnehmer nach Sportarten

### Leichtathletik
- Khalil al-Hanahneh
100 Meter Männer: Vorläufe

- Basma Al-Eshosh
100 Meter Frauen: Vorläufe

### Reiten
- Ibrahim Bisharat
Vielseitigkeit Einzeln: 55. Platz

### Schwimmen
- Omar Abu-Fares
100 Meter Rücken Männer: Vorläufe

- Samar Nassar
50 Meter Freistil Frauen: Vorläufe

### Taekwondo
- Ibrahim Kamal
Klasse über 80 kg Männer: 4. Platz

- Nadin Dawani
Klasse über 67 kg Frauen: Halbfinale

### Tischtennis
- Zaina Schaban
Einzel Frauen: 2. Runde